# CN Tower
CN Tower [siːˈɛn ˌtaʊəɹ] (Canadian National Tower)  i Torontos södra innerstad är ett 553 meter högt TV-torn och stadens landmärke. Antenner finns både på 305 meters höjd och i toppen, tornet har en roterande restaurang.
CN Tower är ett stort turistmål i Kanada och har ett glasgolv som besökare kan gå på. Vid klart väder går det att skåda till Niagarafallen. 

## Bakgrund
Tornet uppfördes 1976 som radio- och tv-mast på tidigare bangård- och lokstallsmark i anslutning till Union Station och som tillhörde Canadian National Railway.
CN Tower var världens högsta fristående byggnadsverk och världens högsta torn när det invigdes 1976. Tornet innehade båda rekorden i 34 år, tills Burj Khalifa respektive Canton Tower färdigställdes åren 2007 och 2010. Sedan dess har CN Tower passerats i höjd av flera byggnadsverk och torn, men ligger fortfarande på 10-i-topplistan inom båda kategorierna.
CN Tower finns med på den lista över moderna världens sju underverk som American Society of Civil Engineers sammanställde 1995.